# Alicja Rosolska
Alicja Rosolska (Varsóvia, 1 de Dezembro de 1985) é uma tenista profissional polonesa, especialista em duplas.

## WTA finais

### Duplas: 14 (3 títulos, 10 vices)
| Campeã – Legenda (pre/post 2010)             |
| -------------------------------------------- |
| Grand Slam (0–0)                             |
| WTA Tour (0–0)                               |
| Tier I / Premier Mandatory & Premier 5 (0–0) |
| Tier II / Premier (0–3)                      |
| Tier III, IV & V / International (3–7)       |

| Títulos por Piso |
| Duro (0–5)       |
| Grama (0–0)      |
| Saibro (3–5)     |
| Carpete (0–0)    |

| Posição | N.  | Data              | Torneio                                              | Piso     | Parceira                | Oponentes                                      | Placar                     |
| Vice    | 1.  | 9 Agosto 2004     | Orange Prokom Open, Sopot, Polõnia                   | Saibro   | Klaudia Jans-Ignacik    | Nuria Llagostera Vives Marta Marrero           | 4–6, 3–6                   |
| Vice    | 2.  | 25 Abril 2005     | J&S Cup, Varsóvia, Polônia                           | Saibro   | Klaudia Jans-Ignacik    | Tatiana Perebiynis Barbora Záhlavová-Strýcová  | 1–6, 4–6                   |
| Vice    | 3.  | 18 Julho 2005     | Internazionali Femminili di Palermo, Palermo, Itália | Saibro   | Klaudia Jans-Ignacik    | Giulia Casoni Mariya Koryttseva                | 6–4, 3–6, 5–7              |
| Campeã  | 1.  | 17 Fevereiro 2008 | Cachantún Cup, Viña del Mar, Chile                   | Saibro   | Līga Dekmeijere         | Mariya Koryttseva Julia Schruff                | 7–5, 6–3                   |
| Vice    | 4.  | 10 Janeiro 2009   | Brisbane International, Brisbane, Austrália          | Duro     | Klaudia Jans-Ignacik    | Anna-Lena Grönefeld Vania King                 | 6–3, 5–7, [5–10]           |
| Campeã  | 2.  | 12 Abril 2009     | Andalucia Tennis Experience, Marbella, Espanha       | Saibro   | Klaudia Jans-Ignacik    | Anabel Medina Garrigues Virginia Ruano Pascual | 6–3, 6–3                   |
| Vice    | 5.  | 18 October 2009   | Generali Ladies Linz, Linz, Áustria                  | Duro     | Klaudia Jans-Ignacik    | Anna-Lena Grönefeld Katarina Srebotnik         | 1–6, 4–6                   |
| Vice    | 6.  | 8 Janeiro 2011    | Brisbane International, Brisbane, Australia          | Duro     | Klaudia Jans-Ignacik    | Alisa Kleybanova Anastasia Pavlyuchenkova      | 3–6, 5–7                   |
| Vice    | 7.  | 21 Maio 2011      | Brussels Open, Brussels, Bélgica                     | Saibro   | Klaudia Jans-Ignacik    | Andrea Hlaváčková Galina Voskoboeva            | 6–3, 0–6, [5–10]           |
| Campeã  | 3.  | 10 Julho 2011     | Poli-Farbe Budapest Grand Prix, Budapeste, Hungaria  | Saibro   | Anabel Medina Garrigues | Natalie Grandin Vladimíra Uhlířová             | 6–2, 6–2                   |
| Vice    | 8.  | 26 Maio 2012      | Brussels Open, Brussels, Bélgica                     | Saibro   | Jie Zheng               | Bethanie Mattek-Sands Sania Mirza              | 3–6, 2–6                   |
| Vice    | 9.  | 16 Setembro 2012  | Challenge Bell, Quebec City, Canadá                  | Duro (i) | Heather Watson          | Tatjana Malek Kristina Mladenovic              | 6–7(5–7), 7–6(8–6), [7–10] |
| Vice    | 10. | 13 October 2013   | Generali Ladies Linz, Linz, Áustria                  | Duro (i) | Gabriela Dabrowski      | Karolína Plíšková Kristýna Plíšková            | 6–7(6–8), 4–6              |
| Campeã  | 4.  | 8 Março 2015      | Monterrey Open, Monterrey, México                    | Duro     | Gabriela Dabrowski      | Anastasia Rodionova Arina Rodionova            | 6-3, 2-6, [10-3]           |